# Radmirovac
Radmirovac (em cirílico: Радмировац) é uma vila da Sérvia localizada no município de Svrljig, pertencente ao distrito de Nišava, na região de Svrljig, Golak. A sua população era de 132 habitantes segundo o censo de 2011.

## Demografia
| 1948 | 1953 | 1961 | 1971 | 1981 | 1991 | 2002 | 2011 |
| ---- | ---- | ---- | ---- | ---- | ---- | ---- | ---- |
| 528  | 539  | 478  | 436  | 375  | 274  | 200  | 132  |